# Poskramianie zwierząt
Poskramianie zwierząt – zabieg polegający na obezwładnieniu zwierzęcia, w celu przeprowadzenia badań lub zabiegów leczniczych lub profilaktycznych. Bez dobrego unieruchomienia zwierzęcia, wykonywanie wielu czynności byłoby niemożliwe. Poskramianie chroni przed nieszczęśliwymi wypadkami. 
Zwykle powinno się zaczynać poskramianie od sposobów najprostszych.

## Poskramianie koni
- za pomocą poskromu
- zakładanie uzdy lub kantara
- trzymanie za uszy
- zakładanie kaptura na głowę
- zakładanie dutki (ma szerokie zastosowanie przy poskramianiu koni, dwa rodzaje dutki: dwa kawałki drewna połączone sznurkiem lub jeden kawałek z pętlą, za pomocą dutki sprawiając ból zwierzęciu odwracamy uwagę od wykonywanego zabiegu). Nie u wszystkich zwierząt dutka daje dobre rezultaty.
- podnoszenie kończyny przedniej - podnosząc kończynę stajemy na wysokości barku, jedną ręką zmieniamy ciężar ciała zwierzęcia, a drugą chwytamy i unosimy do góry. Kończynę trzymamy w sposób delikatny, można również pęcinę obwiązać liną i przerzucić linę przez grzbiet.
- podnoszenie kończyny tylnej - podnosząc kończynę tylną stajemy na wysokości zadu konia, opierając konia zmieniamy jego ciężar na drugą kończynę, chwytamy w okolicy pęciny, podciągamy ją do góry opierając na udzie.

## Poskramianie bydła
Unieruchamianie krów w pozycji stojącej:
unieruchamianie krowy ręcznie: podchodzimy do zwierzęcia z boku, jedną ręką chwytamy za róg zwierzęcia, a drugą chwyta się za przegrodę nosową.
- zakładanie na przegrodę nosową kleszczy Harmsa
- zakładanie na przegrodę nosową pierścieni, czyli kółek; kółka zakładamy u buhajów przebijając przegrodę nosową, do kółka zakładamy drążek
- nakładanie pętli na szczękę i żuchwę 
- przywiązywanie głowy do słupa lub drzewa
- chwyt za ogon w celu unieruchomienia zadu (chwyta się za ogon dwoma rękami podnosi się do góry i do przodu
- unieruchamianie kończyn:
a) podnoszenie kończyny piersiowej
b) unieruchomienie kończyn za pomocą drążków
c) zastosowanie dutki kończynowej na ścięgno Achillesa
d) związanie obydwu kończyn tylnych.